# Grzegorz II (patriarcha Aleksandrii)
Grzegorz II – prawosławny patriarcha Aleksandrii w latach 1316–1354.